# Serie A 1999/2000
Die Serie A 1999/2000 war die 68. Spielzeit in der höchsten italienischen Fußball-Spielklasse der Herren. Sie startete am 29. August 1999. Beendet wurde die Saison aufgrund der Fußball-Europameisterschaft 2000 in den Niederlanden und Belgien bereits am 14. Mai 2000. Den Scudetto, den italienischen Meistertitel, gewann Lazio Rom. Absteigen mussten Torino Calcio, die AC Venedig, Cagliari Calcio und Piacenza Calcio. Torschützenkönig mit 24 Treffern wurde der zu Saisonbeginn verpflichtete Andrij Schewtschenko von der AC Mailand.

## Saisonverlauf
Der Titelkampf, lange Zeit ein Fünfkampf zwischen Lazio Rom, der AS Rom, der AC Parma, dem Titelverteidiger AC Mailand und der Alten Dame Juventus Turin, wurde erst am letzten Spieltag entschieden. Juventus Turin war nach der schlechten Saison im Vorjahr mit dem neuen Trainer Carlo Ancelotti zurück unter den Titelanwärtern, verspielte aber die sicher geglaubte Meisterschaft durch eine 0:1-Niederlage in Perugia. Dadurch konnte Lazio vorbeiziehen und sich trotz eines zwischenzeitlichen Rückstandes von 9 Punkten den Titel sichern.
Beim Vorjahresmeister AC Mailand war die Euphorie der Meisterschaftssaison schnell verflogen. Missverständnisse und Misstrauen in einigen Teilen der Mannschaft und des Vorstandes gegenüber Trainer Alberto Zaccheroni machten eine Titelverteidigung nahezu unmöglich. Der sportliche Misserfolg ließ nicht lange auf sich warten: In der Champions League kam das Aus schon in der Vorrunde und in der Liga zeigte das Team nach gutem Saisonstart zu wenig Konstanz. Stadtrivale Inter Mailand war ebenfalls mit großen Erwartungen in die neue Saison gestartet. Von Rekordmeister Juventus Turin hatte man Marcello Lippi verpflichtet und auf dem Transfermarkt zugeschlagen. Die teuerste Verpflichtung von Klubchef Massimo Moratti war Christian Vieri von Lazio Rom, der die hohen Erwartungen allerdings nur bedingt erfüllen konnte. Erst am letzten Spieltag machte Inter Mailand die Qualifikation für die Champions League perfekt. Der AC Parma, der eine Runde vor Schluss auf dem vierten Platz stand, wurde von Inter Mailand noch abgefangen und musste sich mit der UEFA-Pokal-Teilnahme begnügen. Der AC Florenz, der die Teilnahme am Europapokal verpasste, geriet in eine finanzielle Schieflage. Nach dem Scheitern in der Champions-League-Qualifikation und den damit fehlenden Einnahmen aus der Champions League, stieg der Schuldenberg des Traditionsvereins weiter an. Die Fiorentina war gezwungen ihre besten Spieler zu verkaufen, um finanziell überleben zu können. Am Ende standen sie auch noch ohne Trainer da, weil Giovanni Trapattoni den Verein verließ, um Dino Zoff als Nationaltrainer Italiens zu beerben.
Auch im Abstiegskampf wurde es am Ende knapp. Zwar waren die AC Venedig, Cagliari Calcio und Piacenza Calcio bereits frühzeitig abgestiegen, doch Torino Calcio stieg erst nach einer 1:2-Niederlage bei der US Lecce (die damit gerettet war) und einem gleichzeitigen Erfolg der AS Bari in Venedig am 33. Spieltag ab.

## Abschlusstabelle

Die Mannschaften der Serie A der Saison 1999/2000

| Pl. | Verein             | Sp. | S  | U  | N  | Tore    | Diff. | Punkte |
| --- | ------------------ | --- | -- | -- | -- | ------- | ----- | ------ |
| 1.  | Lazio Rom          | 34  | 21 | 9  | 4  | 064:330 | +31   | 72     |
| 2.  | Juventus Turin     | 34  | 21 | 8  | 5  | 046:200 | +26   | 71     |
| 3.  | AC Mailand (M)     | 34  | 16 | 13 | 5  | 065:400 | +25   | 61     |
| 4.  | Inter Mailand      | 34  | 17 | 7  | 10 | 058:360 | +22   | 58     |
| 5.  | AC Parma (P)       | 34  | 16 | 10 | 8  | 052:370 | +15   | 58     |
| 6.  | AS Rom             | 34  | 14 | 12 | 8  | 057:340 | +23   | 54     |
| 7.  | AC Florenz         | 34  | 13 | 12 | 9  | 048:380 | +10   | 51     |
| 8.  | Udinese Calcio     | 34  | 13 | 11 | 10 | 055:450 | +10   | 50     |
| 9.  | Hellas Verona (N)  | 34  | 10 | 13 | 11 | 040:450 | −5    | 43     |
| 10. | AC Perugia         | 34  | 12 | 6  | 16 | 036:520 | −16   | 42     |
| 11. | FC Bologna         | 34  | 9  | 13 | 12 | 032:390 | −7    | 40     |
| 12. | Reggina Calcio (N) | 34  | 9  | 13 | 12 | 031:420 | −11   | 40     |
| 13. | US Lecce (N)       | 34  | 10 | 10 | 14 | 033:490 | −16   | 40     |
| 14. | AS Bari            | 34  | 10 | 9  | 15 | 034:480 | −14   | 39     |
| 15. | Torino Calcio (N)  | 34  | 8  | 12 | 14 | 035:470 | −12   | 36     |
| 16. | AC Venedig         | 34  | 6  | 8  | 20 | 030:600 | −30   | 26     |
| 17. | Cagliari Calcio    | 34  | 3  | 13 | 18 | 029:540 | −25   | 22     |
| 18. | Piacenza Calcio    | 34  | 4  | 9  | 21 | 019:450 | −26   | 21     |

Platzierungskriterien: 1. Punkte – 2. Direkter Vergleich (Punkte, Tordifferenz, geschossene Tore) – 3. Tordifferenz – 4. geschossene Tore

| (M) | Italienischer Meister 1998/99         |
| (P) | Pokalsieger 1998/99                   |
| (N) | Neuaufsteiger aus der Serie B 1998/99 |

### Kreuztabelle
Die Kreuztabelle stellt die Ergebnisse aller Spiele dieser Saison dar. Die Heimmannschaft ist in der linken Spalte aufgelistet und die Gastmannschaft in der oberen Reihe.
| 1999/2000 | 1999/2000       | Lazio Rom | Juventus Turin | AC Mailand | Inter Mailand | AC Parma | AS Rom |     | Udinese Calcio | Hellas Verona | AC Perugia | FC Bologna | Reggina Calcio | US Lecce | AS Bari | Torino Calcio | AC Venedig |     |     |
| 1.        | Lazio Rom       |           | 0:0            | 4:4        | 2:2           | 0:0      | 2:1    | 2:0 | 2:1            | 4:0           | 1:0        | 3:1        | 3:0            | 4:2      | 3:1     | 3:0           | 3:2        | 2:1 | 2:0 |
| 2.        | Juventus Turin  | 0:1       |                | 3:1        | 1:0           | 1:0      | 2:1    | 1:0 | 4:1            | 1:0           | 3:0        | 2:0        | 1:1            | 1:0      | 2:0     | 3:2           | 1:0        | 1:1 | 1:0 |
| 3.        | AC Mailand      | 2:1       | 2:0            |            | 1:2           | 2:1      | 2:2    | 1:1 | 4:0            | 3:3           | 3:1        | 4:0        | 2:2            | 2:2      | 4:1     | 2:0           | 3:0        | 2:2 | 1:0 |
| 4.        | Inter Mailand   | 1:1       | 1:2            | 1:2        |               | 5:1      | 2:1    | 0:4 | 3:0            | 3:0           | 5:0        | 1:1        | 1:1            | 6:0      | 3:0     | 1:1           | 3:0        | 2:1 | 2:1 |
| 5.        | AC Parma        | 1:2       | 1:1            | 1:0        | 1:1           |          | 2:0    | 0:4 | 0:0            | 3:0           | 1:2        | 1:1        | 3:0            | 4:1      | 2:1     | 4:1           | 3:1        | 3:1 | 1:0 |
| 6.        | AS Rom          | 4:1       | 0:1            | 1:1        | 0:0           | 0:0      |        | 4:0 | 1:1            | 3:1           | 3:1        | 2:0        | 0:2            | 3:2      | 3:1     | 1:0           | 5:0        | 2:2 | 2:1 |
| 7.        | AC Florenz      | 3:3       | 1:1            | 2:1        | 2:1           | 0:2      | 1:3    |     | 1:1            | 4:1           | 1:0        | 2:2        | 1:0            | 3:0      | 1:0     | 1:1           | 3:0        | 2:0 | 2:1 |
| 8.        | Udinese Calcio  | 0:3       | 1:1            | 1:2        | 3:0           | 0:1      | 0:2    | 1:1 |                | 3:3           | 2:1        | 2:1        | 3:2            | 2:1      | 5:1     | 0:0           | 5:2        | 5:2 | 3:0 |
| 9.        | Hellas Verona   | 1:0       | 2:0            | 0:0        | 1:2           | 4:3      | 2:2    | 2:2 | 2:2            |               | 2:0        | 0:0        | 1:1            | 2:0      | 0:1     | 0:1           | 1:0        | 2:0 | 1:0 |
| 10.       | AC Perugia      | 0:2       | 1:0            | 0:3        | 1:2           | 1:1      | 2:2    | 1:2 | 0:5            | 0:0           |            | 3:2        | 2:1            | 2:2      | 1:2     | 1:0           | 2:1        | 3:0 | 2:0 |
| 11.       | FC Bologna      | 2:3       | 0:2            | 2:3        | 3:0           | 1:0      | 1:0    | 0:0 | 2:1            | 0:0           | 2:1        |            | 0:1            | 2:0      | 1:0     | 0:0           | 1:1        | 1:0 | 0:0 |
| 12.       | Reggina Calcio  | 0:0       | 0:2            | 1:2        | 0:1           | 2:2      | 0:4    | 2:2 | 0:0            | 1:1           | 1:1        | 1:0        |                | 2:1      | 1:0     | 2:1           | 1:0        | 1:1 | 1:0 |
| 13.       | US Lecce        | 0:1       | 2:0            | 2:2        | 1:0           | 0:0      | 0:0    | 0:0 | 1:0            | 2:1           | 0:1        | 1:1        | 2:1            |          | 1:0     | 2:1           | 2:1        | 2:1 | 0:1 |
| 14.       | AS Bari         | 0:0       | 1:1            | 1:1        | 2:1           | 0:1      | 0:0    | 1:0 | 1:1            | 1:1           | 0:2        | 1:1        | 1:1            | 3:1      |         | 1:1           | 3:0        | 1:0 | 3:2 |
| 15.       | Torino Calcio   | 2:4       | 0:0            | 2:2        | 0:1           | 2:2      | 1:1    | 1:0 | 0:1            | 0:3           | 0:1        | 2:1        | 2:1            | 1:2      | 3:1     |               | 2:1        | 1:1 | 2:1 |
| 16.       | AC Venedig      | 2:0       | 0:4            | 1:0        | 1:0           | 0:2      | 1:3    | 2:1 | 1:1            | 2:2           | 1:2        | 0:1        | 2:0            | 0:0      | 0:1     | 2:2           |            | 3:0 | 0:0 |
| 17.       | Cagliari Calcio | 0:0       | 0:1            | 0:0        | 0:2           | 2:3      | 1:0    | 1:1 | 0:3            | 0:1           | 2:1        | 2:2        | 0:1            | 0:0      | 2:3     | 1:1           | 1:1        |     | 3:0 |
| 18.       | Piacenza Calcio | 0:2       | 0:2            | 0:1        | 1:3           | 1:2      | 1:1    | 2:0 | 0:1            | 1:0           | 0:0        | 0:0        | 0:0            | 1:1      | 2:1     | 0:2           | 2:2        | 1:1 |     |

## Torjäger

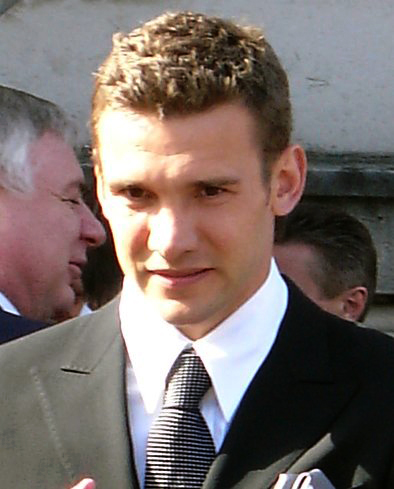
Andrij Schewtschenko

Torschützenkönig wurde Andrij Schewtschenko von der AC Mailand mit 24 Toren. Dicht dahinter folgten die Argentinier Gabriel Batistuta und Hernán Crespo mit 23 bzw. 22 erzielten Treffern. Beide wechselten nach Saisonende nach Rom. Crespo zu Meister Lazio Rom, Batistuta zur Roma. Vincenzo Montella war mit 18 Toren nicht nur der beste Neuzugang des AS Rom, sondern auch gleichzeitig bester italienischer Torschütze der Serie A. Sein Lohn war die Europameisterschafts-Teilnahme 2000 in Belgien und der Niederlande. Ebenfalls 18 Treffer gelangen Marco Ferrante, dessen Tore den Abstieg von Torino Calcio in die Serie B nicht verhindern konnten. An neunter Stelle platzierte sich mit 13 Toren Christian Vieri von Inter Mailand, der wie sein komplettes Team, hinter den Erwartungen zurückblieb. Zehnte mit 12 Toren wurden Marcelo Salas, der mit Abstand beste Torjäger bei Meister Lazio, und Roberto Muzzi, der mit Udinese Calcio knapp am UEFA-Cup scheiterte.
| Pl. | Spieler              | Verein         | Tore |
| --- | -------------------- | -------------- | ---- |
| 1   | Andrij Schewtschenko | AC Mailand     | 24   |
| 2   | Gabriel Batistuta    | AC Florenz     | 23   |
| 3   | Hernán Crespo        | AC Parma       | 22   |
| 4   | Vincenzo Montella    | AS Rom         | 18   |
| 4   | Marco Ferrante       | Torino Calcio  | 18   |
| 6   | Giuseppe Signori     | FC Bologna     | 15   |
| 6   | Filippo Inzaghi      | Juventus Turin | 15   |
| 6   | Cristiano Lucarelli  | US Lecce       | 15   |
| 9   | Christian Vieri      | Inter Mailand  | 13   |
| 10  | Marcelo Salas        | Lazio Rom      | 12   |
| 10  | Roberto Muzzi        | Udinese Calcio | 12   |
| 12  | Nicola Amoruso       | AC Perugia     | 11   |
| 12  | Oliver Bierhoff      | AC Mailand     | 11   |
| 12  | Mohamed Kallon       | Reggina Calcio | 11   |
| 12  | Marco Delvecchio     | AS Rom         | 11   |

## Meistermannschaft
(in Klammern sind die Spiele und Tore angegeben)
| Lazio Rom | Lazio Rom |
| --------- | --- |
|           | - Tor: Luca Marchegiani (28/-); Marco Ballotta (9/-) - Abwehr: Giuseppe Pancaro (28/3); Alessandro Nesta (28/-); Siniša Mihajlović (26/6); Paolo Negro (26/2); Roberto Néstor Sensini (23/1); Giuseppe Favalli (18/-); Fernando Couto (14/-); Guerino Gottardi (5/-) - Mittelfeld: Juan Sebastián Verón (31/7); Sérgio Conceição (30/2); Diego Simeone (28/6); Pavel Nedvěd (28/5); Matías Almeyda (19/1); Dejan Stanković (16/3); Attilio Lombardo (10/1) - Sturm: Marcelo Salas (28/12); Simone Inzaghi (22/7); Roberto Mancini (20/-); Alen Bokšić (19/4); Fabrizio Ravanelli (16/2) - Trainer: Sven-Göran Eriksson |

## Trainerentlassungen/wechsel

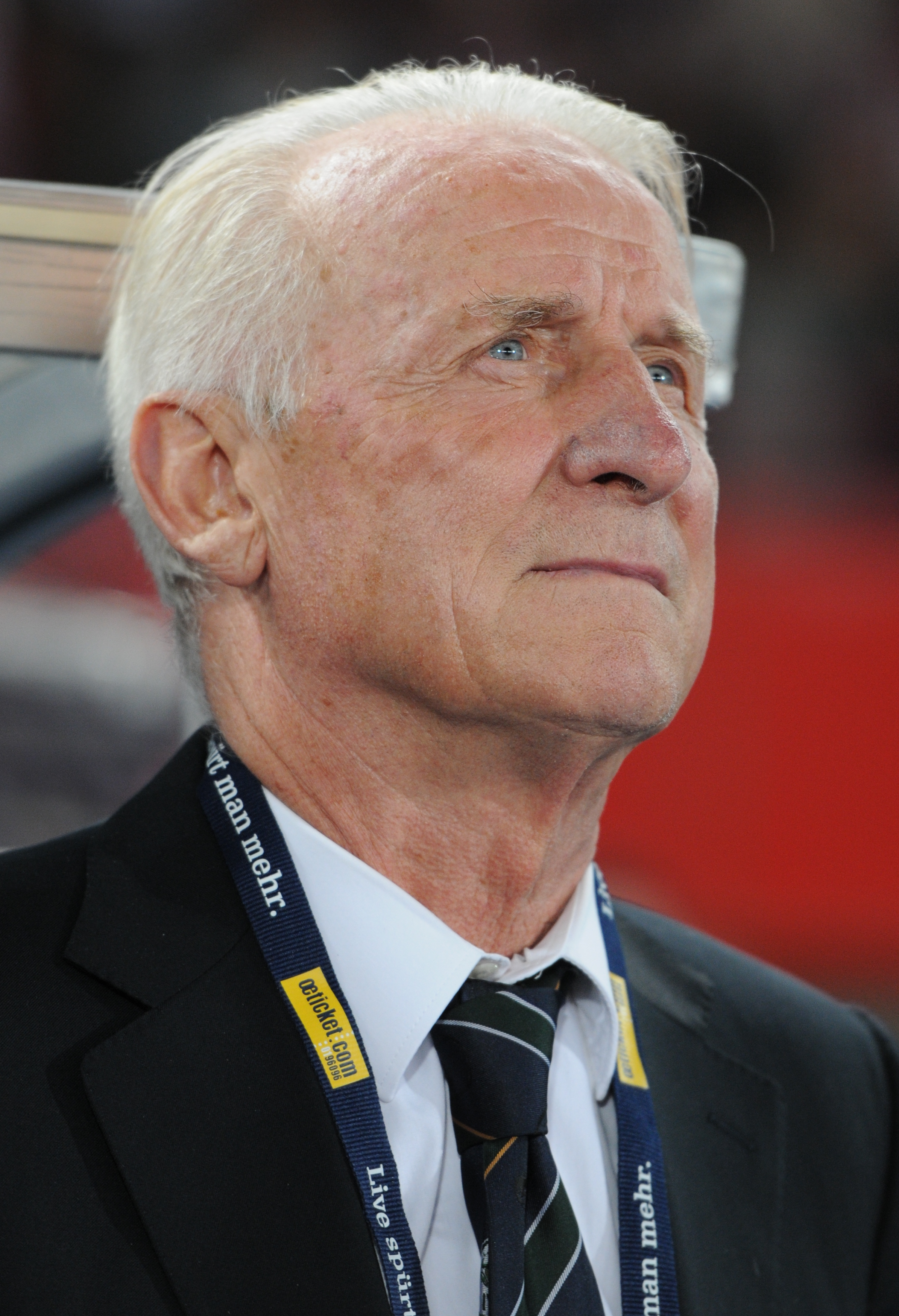
Giovanni Trapattoni verließ die AC Florenz und wurde Nationaltrainer Italiens

Den ersten Trainerwechsel erlebte die junge Spielzeit schon als sie noch gar nicht begonnen hatte. Francesco Guidolin wurde sein Sommer-Flirt mit Betis Sevilla zum Verhängnis. Sein Arbeitgeber entließ ihn sieben Wochen vor Saisonbeginn und ersetzte ihn durch Luigi De Canio. Im Abstiegskampf setzte nur Torino Calcio auf Vertrauen in sein Trainergespann, aber auch das konnte den Abstieg nicht verhindern. Cagliari Calcio und die AC Venedig verschlissen gleich mehrere Trainer in einer Spielzeit. Die AC Venedig brachte das Kunststück fertig Luciano Spalletti gleich zwei Mal innerhalb einer Spielzeit zu entlassen. Piacenza Calcio trennte sich kurz nach der Hinrunde von Luigi Simoni, der von Interimstrainer Maurizio Braghin beerbt wurde. Nach einer enttäuschenden Saison, an deren Ende die Champions-League-Teilnahme verspielt wurde, verkündete Giovanni Trapattoni seinen Abschied zu Saisonende. Er trat die Nachfolge des nach der Fußball-Europameisterschaft 2000 zurückgetretenen Dino Zoff an.
| Trainer             |  | Verein          | Nachfolger         | Entlassung/Rücktritt |
| ------------------- |  | --------------- | ------------------ | -------------------- |
| Giovanni Trapattoni |  | AC Florenz      | Saisonende         | 34. Spieltag         |
| Francesco Guidolin  |  | Udinese Calcio  | Luigi De Canio     | Saisonbeginn         |
| Carlo Mazzone       |  | AC Perugia      | Saisonende         | 34. Spieltag         |
| Sergio Buso         |  | FC Bologna      | Francesco Guidolin | 7. Spieltag          |
| Luciano Spalletti   |  | AC Venedig      | Giuseppe Materazzi | 8. Spieltag          |
| Giuseppe Materazzi  |  | AC Venedig      | Luciano Spalletti  | 11. Spieltag         |
| Luciano Spalletti   |  | AC Venedig      | Francesco Oddo     | 20. Spieltag         |
| Óscar Tabárez       |  | Cagliari Calcio | Renzo Ulivieri     | 3. Spieltag          |
| Renzo Ulivieri      |  | Cagliari Calcio | Saisonende         | 34. Spieltag         |
| Luigi Simoni        |  | Piacenza Calcio | Maurizio Braghin   | 19. Spieltag         |